# Фідонет
```

                    __
                   /  \
                  /|oo \
                 (_|  /_)
                  _`@/_ \    _
                 |     | \   \\
                 | (*) |  \   ))
    ______       |__U__| /  \//
   / FIDO \       _//|| _\   /
  (________)     (_/(_|(____/
 (c) John Madill

```

Фідоне́т (коротко Фідо́, від англ. Fidonet) — міжнародна некомерційна комп'ютерна мережа, створена 1984 року Томом Дженнінґсом і Джоном Медиллом (John Madill). Користувачі мережі Фідонет називаються фідо́шниками (чи, формальніше, фідоне́тниками).
Призначення Фідонета полягає в обміні текстовими повідомленнями в конференціях користувачів (званих «ехоконференціями» або заради стислості «ехами»), і навіть особистими повідомленнями (нетмейловими листами). Для іншого Фідонет придатний слабко. Наприклад, у ньому немає гіпертекстових сайтів, а передача і розсилання нетекстових даних (файлів) існує у ролі побічної можливості.
Зокрема, можна підключатися до Фідонету через телефонну лінію, не використовуючи Інтернет. Проте, в Павутині є чимало ресурсів, присвячених Фідонету, зокрема, є сайти, де можна читати ехоконференції користувачів Фідонета.
У Фідонеті, зазвичай, немає анонімності. Користувачі відомі за своїми справжніми іменами та прізвищами.